# IC 2100
IC 2100 је двојна звијезда у сазвјежђу Еридан која се налази на листи објеката дубоког неба у Индекс каталогу.
Деклинација објекта је - 4° 49' 47" а ректасцензија 4h 51m 15,1s.